# Districtul Csenger
Csenger (în maghiară Csengeri járás) este un district în județul Szabolcs-Szatmár-Bereg, Ungaria.
Districtul are o suprafață de 246,51 km2 și o populație de 13.839 locuitori (2013).